# Blod & tårar
Blod & tårar är Staffan Hellstrands femtonde studioalbum, utgivet 2015.
Ljudbilden på detta album har stora inslag av synthesizers men också en extra betoning på det rytmiska.
Två av låtarna är skrivna till föreställningen Nångång måste allting skaka som Hellstrand medverkar i.

## Låtlista
Musik och text av Staffan Hellstrand.
| Nr  | Titel                  | Längd | Notering                                                                  |
| --- | ---------------------- | ----- | ------------------------------------------------------------------------- |
| 1.  | Blod & tårar           | 5:09  |                                                                           |
| 2.  | Det var inte du        | 3:09  | Från Nångång måste allting skaka.                                         |
| 3.  | Broar i regn           | 3:15  |                                                                           |
| 4.  | Bladguld               | 2:23  | Från Nångång måste allting skaka.                                         |
| 5.  | Tommy & Magic          | 3:21  | Tillägnad de bortgångna musikerna Tommy Blom och Mats ”Magic” Gunnarsson. |
| 6.  | Kär                    | 2:15  |                                                                           |
| 7.  | Trean ner till vattnet | 2:45  |                                                                           |
| 8.  | Poeterna är helgonen   | 4:06  |                                                                           |
| 9.  | Till dig               | 3:04  |                                                                           |
| 10. | Apokalyps              | 5:26  |                                                                           |

## Medverkande
- Staffan Hellstrand: sång, gitarrer, piano, keyboard
- Johannes Berglund: bas, gitarrer, synthesizer, programmering
- Mikael Häggström: trummor, slagverk

- Hanna Ekström: violin, viola
- Johan Norin: trumpet, tenorhorn
- Gustav Rådström: tenorsaxofon
- Jennie Abrahamson: kör
- Andreas Grube: kör

## Kritik
Aftonbladet gav betyget 3/5 och skrev "Trots att han hunnit fylla obegripliga 58 finns det fortfarande något pojkaktigt storögt romantiskt i rösten, och inte minst en passionerad vilja att få berätta. Det räcker långt." Göteborgs-Posten (betyg 2/5) talade om "den hopplösa ljudmatta från 1980-talet som Hellstrand och producenterna Johannes Berglund & Mikael Häggström rullat ut över snart sagt varenda låt". Upsala Nya Tidning (3/5) tyckte att "Hans nya album påminner om att han är en fin ordkonstnär, man blir oftast nyfiken på vad han berättar. Men musikaliskt har han svårt att ta sig ur det radioanpassade svenska popformatet."